# Simulationshypothese

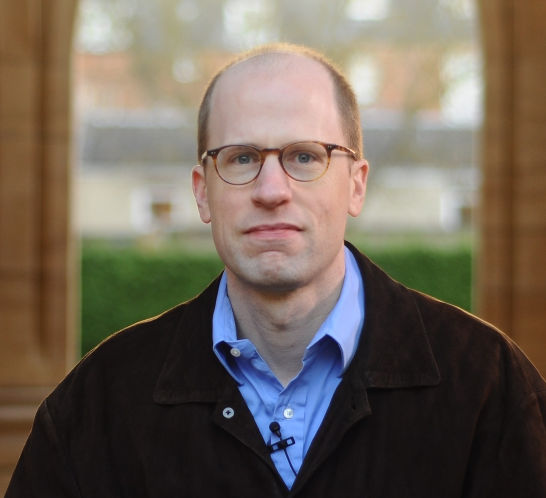
Nick Bostrom (2014)

Die Simulationshypothese, auch als Simulationsthese oder Simulationstheorie referiert, ist Teil eines vom Philosophen Nick Bostrom erdachten Denkmodells. Dieses Denkmodell nennt Bostrom Simulationsargument. Es stellt zu der Frage, ob die Existenz entwickelter Zivilisationen real oder simuliert ist, drei alternative Antworten auf, von denen mindestens eine wahr sein soll. Der Simulationshypothese zufolge sind die meisten gegenwärtigen Menschen Simulationen, also keine real existierenden Menschen. Dies sei aber nicht wahrscheinlicher oder unwahrscheinlicher als die beiden anderen Alternativen des Simulationsarguments.

## Annahmen
Bostrom geht in seiner Abhandlung Are you living in a computer simulation? (2003) sowie in späteren, teils etwas weiter gefassten Interviews in einem Denkmodell in Form einer Oder-Verknüpfung (Disjunktion) von folgenden drei grundsätzlichen Möglichkeiten technisch „unreifer“ Zivilisationen – wie der unseren – aus. Mindestens eine der genannten Möglichkeiten soll wahr sein. Als „reife“ Zivilisation oder posthumane Stufe bezeichnet Bostrom eine Zivilisation, die über die Computerleistung und das Wissen verfügt, um bewusste, selbstreplizierende Wesen in einem hohen Detaillierungsgrad (ggf. bis hin zur molekularen Nanobotebene) zu simulieren. Unreife Zivilisationen verfügen nicht über diese Fähigkeit. Bostroms drei Möglichkeiten sind:
1. Die menschliche Zivilisation stirbt sehr wahrscheinlich aus, bevor sie eine „posthumane“ Stufe erreicht hat.
2. Der Anteil „posthumaner“ Zivilisationen, die daran interessiert sind, Simulationen ihrer eigenen Entwicklungsgeschichten oder Variationen derselben zu betreiben, ist wahrscheinlich nahezu Null.
3. Wir leben höchstwahrscheinlich in einer Computersimulation.

Wenn 1. zutrifft, dann folgt daraus fast sicher, dass menschliche Zivilisationen auf unserem Stand der technischen Entwicklung eine posthumane Stufe nicht erreichen werden. Trifft 2. zu, dann existiert eine hohe Konvergenz unter den technologisch fortgeschrittenen Zivilisationen. Keine von ihnen enthält Individuen, die ein Interesse daran haben, Simulationen ihrer Vorfahren zu betreiben (Vorgängersimulationen). Wenn 3. zutrifft, dann leben wir ziemlich sicher in einer Simulation, und zwar die allermeisten Menschen. Alle drei Möglichkeiten sind ähnlich wahrscheinlich. Wenn wir heute nicht in einer Simulation leben, dann werden unsere Nachkommen demnach eher keine Vorgängersimulationen betreiben. Mit anderen Worten: Der Glaube daran, dass wir möglicherweise eines Tages eine „posthumane“ Stufe erlangen, auf der wir Computersimulationen betreiben, ist falsch, es sei denn, wir leben bereits heute in einer Simulation.

## Struktur des Simulationsarguments

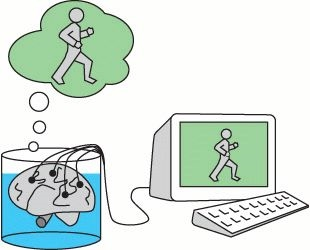
Ein Gehirn im Tank denkt, dass es läuft. Vorstellung und Realität stimmen in diesem Gedankenexperiment nicht überein.

Gemäß Bostroms vorgeschlagenem Denkmodell ist eine der drei obigen Möglichkeiten wahr. Bostrom argumentiert auf der zusätzlichen Annahme, dass die ersten beiden Möglichkeiten nicht eintreten, dass also erstens ein nicht geringer Anteil unserer Zivilisation tatsächlich technologische Reife erlangt und zweitens das Interesse eines nicht vernachlässigbaren Teils der Zivilisation bestehen bleibt, die Ressourcen zu nutzen, um Vorgängersimulationen zu entwickeln. Wenn dies zutrifft, erreicht in einer technologisch reifen Zivilisation der Umfang der Vorgängersimulationen astronomische Zahlen. Das geschieht zwingend auf der Grundlage einer Extrapolation der hohen Computerleistung und deren exponentiellem Wachstums (Mooresches Gesetz), der Möglichkeit, dass Milliarden Menschen mit eigenen Computern Vorgängersimulationen mit unzähligen simulierten Agenten fahren können, sowie aus dem technologischen Fortschritt mit lernfähiger künstlicher Intelligenz, worüber eine fortgeschrittene Zivilisation verfügt und die sie wenigstens zum Teil für Vorgängersimulationen verwendet.
Die Konsequenz der Simulation unserer Existenz folgt laut Bostrom also zwingend aus der Annahme, dass die ersten beiden Möglichkeiten nicht richtig sind. Es gibt in diesem Fall viel mehr simulierte Menschen, ähnlich wie wir, als nichtsimulierte. Für jede historische Person existieren Millionen simulierter Menschen. Mit anderen Worten heißt das: Beinahe alle Menschen mit unserem Erfahrungslevel leben eher in Simulationen als außerhalb. Die Folgerung der Simulationshypothese aus den drei grundsätzlichen Möglichkeiten und aus der Annahme, dass die ersten beiden Möglichkeiten nicht wahr sind, bezeichnet Bostrom als Struktur des Simulationsarguments.
Aus dem Simulationsargument folgt nicht die Simulationshypothese, dass die Menschen Simulationen sind. Vielmehr zeigt das Simulationsargument alle drei genannten Möglichkeiten nebeneinander auf, von denen eine wahr ist. Es bleibt aber offen, welche das ist. Es ist nach Bostrom ebenso möglich, dass die erste Annahme eintritt, wonach alle Zivilisationen und damit die Menschheit aus irgendeinem Grund aussterben. Es gibt nach Bostrom keine Evidenz für oder gegen die Annahme der Simulationshypothese, dass wir simulierte Wesen sind, ebenso wenig für Richtigkeit der beiden anderen Annahmen.

## Überlegungen Bostroms zu den eigenen Annahmen
Nach Bostrom können wir nicht leugnen, dass eine strenge Beschränkung existiert, die verhindert, dass eine menschliche Zivilisation wie die unsere technologische Reife erlangt. Wir können ferner aus der heutigen Perspektive der Computerindustrie verneinen, dass tatsächlich alle ausreichend fortgeschrittenen Zivilisationen das Interesse daran verlieren, Vorgängersimulationen zu erschaffen. Möglicherweise verliert eine weiter fortgeschrittene Zivilisation jedoch aus ethischen oder anderen Gründen das Interesse daran, Vorgängersimulationen mit bewussten Wesen zu entwickeln. Aus diesen Gründen misst Bostrom der Simulationshypothese gegenüber den anderen beiden Alternativen keine übergroße Wahrscheinlichkeit zu. Sie ist demnach aus seiner Sicht geringer als 50 %.
Bostrom macht auch auf den Nebeneffekt aufmerksam, dass, wenn wir heute bereits in einer Simulation leben und irgendwann in der Zukunft damit beginnen, Vorgängersimulationen zu entwickeln und zu betreiben, Simulationen von Simulationen in beliebig vielen Ebenen entstehen können. Solche ineinander verschachtelten Metasimulationen könnten schon vor unserer Zeit entstanden sein, so dass die Urheber unserer gegenwärtigen Simulation auch keine realen Wesen sein müssen.

## Ursprünge der Simulationshypothese

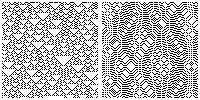
Vergleich zweier zellulärer Automaten. 1969 veröffentlichte Konrad Zuse sein Buch „Rechnender Raum“, worin er annimmt, dass die Naturgesetze diskreten Regeln folgen und das gesamte Geschehen im Universum das Ergebnis der Arbeit eines gigantischen Zellularautomaten sei.

Einer der elementarsten Prozesse in Zuses Rechnendem Raum: Zwei Digitalteilchen A und B bilden ein neues Digitalteilchen C.

Conways Spiel des Lebens enthält wechselwirkende und sich bewegende Objekte, die Zuses Vorstellung von „Digitalteilchen“ nahe kommen.

Ursprünge der Simulationshypothese finden sich in den Interpretationen der Quantenmechanik und Überlegungen zahlreicher Physiker und Informatiker, darunter Carl Friedrich von Weizsäcker, John Archibald Wheeler, Stephen Wolfram, Jürgen Schmidhuber und Gerard ’t Hooft.
Schriftlich belegt fällt die Simulationshypothese mit dem Aufkommen moderner, universell programmierbarer Computer zusammen – „komputabel“ bedeutet nichts anderes als „berechenbar“ –, wobei dieser Mechanismus lediglich auf die Funktionsweise des gesamten Universums übertragen wurde. Konkret kam die Idee, das Universum könne als digitale Maschine verstanden werden, Konrad Zuse bei einem Aufenthalt in Hinterstein 1945/1946; er veröffentlichte sie 1969 im Buch Rechnender Raum. Er formalisierte darin seine Ideen zum „Rechnenden Raum“, aufbauend auf Stanisław Marcin Ulams Arbeiten um 1940 zu zellulären Automaten. In Zuses Rechnendem Raum sind alle Zahlenwerte im Universum finit und diskret. Er verfolgt den Gedanken einer grundsätzlichen Digitalisierung der Wirklichkeit, womit er die Idee der Quantisierung der physikalischen Größen weiter verallgemeinert. Die Kernelemente seines digitalen Universums sind räumlich begrenzte Strukturen, die sich im rechnenden Raum fortpflanzen. Er nannte sie, in Anlehnung an Elementarteilchen, Digitalteilchen. Das Regelwerk, nach dem Digitalteilchen wechselwirken, wird von der Verschaltung des Rechnenden Raums vorgegeben, der Urschaltung. Schon Konrad Zuse artikulierte zwei Kernprobleme dieser Betrachtungsweise: der Rechnende Raum ist ein ausgezeichnetes Bezugssystem und nicht vereinbar mit der Relativitätstheorie. Außerdem erlaubt er keine spukhafte Fernwirkung.
Carl Friedrich von Weizsäcker gelangte in seiner Abschätzung aus den 1960er-Jahren im Rahmen seiner Quantentheorie der Ur-Alternativen auf etwa {\displaystyle 10^{120}} binäre Informationseinheiten. In seinem Aufsatz The Computational Universe berechnet Seth Lloyd Rechenleistung und Informationsinhalt des Universums auf ungefähr {\displaystyle 10^{120}} bis {\displaystyle 10^{122}} Operationen oder Bits seit seinem Anbeginn.

## Science Fiction
Die Grundidee des 1964 erschienenen Romans Simulacron-3 von Daniel F. Galouye handelt von einer von Menschen im Computer simulierten Großstadt. Dieses Buch wurde zweimal verfilmt: 1973 von Rainer Werner Fassbinder als zweiteiliger Fernsehfilm unter dem Titel Welt am Draht und 1999 von Josef Rusnak unter dem Titel The 13th Floor – Bist du, was du denkst? Belletristisch verarbeitet wurde die Simulationshypothese in den 1960er Jahren auch in Perry Rhodan.
Ebenfalls 1999 wurde das Thema in dem Film Matrix verarbeitet, der in einer Welt spielt, in der intelligente Roboter die Menschheit innerhalb einer Simulation versklaven.
2011 wurde die Simulationshypothese im Film Source Code umgesetzt, bei dem der Restbestandteil eines menschlichen Gehirns im Container eingesetzt wird, um eine Katastrophe zu verhindern. Hier wird das Gehirn mit Hilfe eines „source code“, also eines sequenziellen Quelltextes, immer wieder auf den Ausgangspunkt des Verbrechens gesetzt, bis dieses von ihm verhindert werden kann.

## Rezeption
Bostroms Denkmodell des Simulationsarguments wurde vielfach kritisch diskutiert.

### Bostroms eigene Einwände
2009 äußerte Bostrom auf einer Podiumsdiskussion: „I think we should distribute our credence over each of these three possibilities. We just don’t have enough evidence to pick one.“ Bostroms zentraler Einwand ist also, dass wir heute über zu wenig Informationen verfügen, um eine der drei Optionen zu favorisieren.

### Begrenzte zukünftige Computerleistung
Es wird angemerkt, dass es durchaus fraglich ist, ob es einen dauerhaft unbegrenzt exponentiellen Leistungszuwachs von Computern geben kann. Ferner gebe es keinen Beweis dafür, dass eine zukünftige, posthumane Zivilisation zu den diskutierten Simulationen fähig sein könne. Das würde bedeuten, dass Bostroms erste Annahme (1) wahr ist.

### Anthropisches Prinzip
Diskutiert wird auch das anthropische Prinzip, das bei Bostrom zugrunde liegt. Aus diesem folgt, dass ein menschlicher Beobachter Ereignisse oder Ereignisalternativen, die seine eigene Existenz unwahrscheinlich machen, selbst für unwahrscheinlich hält oder vernachlässigt. Dieses Prinzip wird von manchen als philosophisch interpretiert oder als nicht falsifizierbar oder sogar als unwissenschaftlich angesehen.

### Ablehnung des Skeptizismus
Bostroms Simulationshypothese wird leicht im Zusammenhang damit diskutiert, ob eine reale Welt hinter einer möglichen Simulation existiert (Skeptizismus) und wenn ja, ob sie anders ist als eine simulierte Welt (z. B. Platons Ideenlehre). Für Bostrom trifft diese Fragestellung jedoch nicht sein Thema. Die Simulationshypothese ist Teil des Simulationsarguments, das drei alternative Möglichkeiten enthält, die wir mit empirischen Gründen erfragen können. Das Simulationsargument ist demnach aus realen Erfahrungen heraus entstanden. Ein Skeptizismus gegenüber der realen Welt wie bei Descartes’ methodischem Zweifel oder dem Gedankenexperiment eines Gehirns im Tank sind daher nach Bostrom für das Simulationsargument nicht angebracht. Vielmehr will Bostrom mehr Wissen erschließen, durch eine spezielle Oder-Verknüpfung (Disjunktion). Das Simulationsargument will uns etwas über die Welt sagen. Dennoch ist die gezielte Frage im Rahmen der Simulationshypothese ebenso zulässig, das heißt die Frage, welche Realität hinter einer möglichen Simulation verborgen ist, unter den speziellen Annahmen des Simulationsarguments, dass wir in einer solchen leben. Bostrom äußert sich hierzu: Wenn wir in einer Simulation leben, muss es eine unterliegende Realität geben, die diese Simulation zulässt. Der australische Philosoph David Chalmers kommt ebenfalls zu der Anschauung, dass die Matrixhypothese, wie er die Simulationshypothese ohne direkten Bezug zu Bostrom bezeichnet, keine skeptische Hypothese ist. „Wenn das stimmt, sollte ich nicht schlussfolgern, dass die externe Welt nicht existiert, noch dass wir keinen Körper besitzen, noch dass es keine Tische, Stühle und Körper gibt, noch dass ich nicht in Tucson bin. Vielmehr sollte ich folgern, dass die physikalische Welt mit Berechnungen jenseits der mikrophysikalischen Ebene begründet wird. Es existieren noch immer Tische, Stühle und Körper: Diese sind grundsätzlich aus Bits hergestellt und aus dem, was immer diese Bits begründet.“

### Simuliertes Bewusstsein
Eine der größten Herausforderungen der Simulationshypothese ist die Erschaffung künstlichen Bewusstseins in Computern in Form eines kontinuierlichen Stroms, eine Eigenschaft, die von David Chalmers als essenziell für personelle Identität formuliert wird. Die Wissenschaft weiß heute noch nicht einmal, wie Bewusstsein im Gehirn überhaupt entsteht (Körper-Geist-Problem). Ob es daher grundsätzlich möglich ist, maschinelles Bewusstsein zu erzeugen, und ob dieses mit unserem Bewusstsein vergleichbar ist, wird vor diesem Hintergrund kontrovers diskutiert, zwischen eher Skepsis und überwiegender Zustimmung.

### Physikalische Einwände
Einige quantenphysikalische Effekte (z. B. der Quanten-Hall-Effekt) lassen sich nur äußerst schwer mit klassischen Rechenoperatoren, die von Computern benutzt werden, berechnen.
Nach einigen Multiversumstheorien (Ewige Inflation, Viele-Welten-Interpretation, String-Landscape-Szenario) entstehen neue Universen schneller, als sie von einer Zivilisation künstlich geschaffen werden können. Zwar könnte eine fortgeschrittene Zivilisation – falls sie diesen Entwicklungszustand erreicht – zwar gleich eine riesige Anzahl von Universen erschaffen, jedoch eben immer nur eine begrenzte Anzahl. Nach den genannten Theorien existiert jedoch eine unendliche Anzahl von „echten“  Universen. Die Simulationstheorie wäre dadurch zwar nicht widerlegt, jedoch würde die Wahrscheinlichkeit, sich in der „Base Reality“ statt in einer Simulation zu befinden, zugunsten der echten Realität bewertet. Geht man jedoch von nur einem einzigen Universum – welches sich in unendlicher oder zyklischer Form entwickelt – aus und nimmt an, dass es eine oder mehrere fortschrittliche Zivilisationen schaffen, eine gigantische Anzahl von simulierten Universen zu erstellen, würde die Wahrscheinlichkeit zugunsten eines simulierten Universums ausfallen.

### Mathematische Einwände
Max Tegmark vertritt in seiner „Mathematical Universe Hypothesis“ von 2007 die These, dass unser Universum selbst ein abstraktes, entscheidbares mathematisches Gebilde sei. Eine Simulation wäre lediglich eine Repräsentation dieses Gebildes, das tatsächliche Objekt würde jedoch unabhängig von jeder Berechnung existieren. Ein simuliertes Universum hätte – wenn es wirklich jede Kausalbeziehung akkurat nachbilden sollte – mehr algorithmische Komplexität und Informationsgehalt, als ein reines mathematisches Sein verlangen würde. Mit anderen Worten: Man könne eine Struktur nicht effizienter darstellen, als sie an sich schon sei.